# Václav Marhoul
Václav Marhoul (* 30. ledna 1960 Praha) je český scenárista, režisér, herec (člen Divadla Sklep a divadelního uskupení Pražská pětka), filmový producent, podnikatel, kulturní organizátor, manažer. V letech 1990–1997 byl generální ředitelem Filmového Studia Barrandov. V letech 2000–2004 byl manažerem uměleckého sdružení Tvrdohlaví a provozoval galerijní a prodejní firmu Galerie Tvrdohlaví, s.r.o.
Marhoul má hodnost majora v záloze.

## Životopis
Po absolutoriu pražské FAMU v roce 1984 začínal nejprve jakožto asistent produkce a později i jako zástupce vedoucího produkce ve Filmovém studiu Barrandov (FSB). V listopadu 1989 se stal mluvčím Občanského fóra na Barrandově.

### Generální ředitel AB Barrandov
Po sametové revoluci se stal generálním ředitelem Filmového Studia Barrandov, které ještě v roce 1990 realizovalo 27 filmů. Následujícího roku se však dostalo do výrazných potíží, když ho přestal financovat stát, a muselo se přizpůsobit podmínkám volného trhu. Marhoul byl jako ředitel nucen propustit dvě třetiny zaměstnanců a výrazně snížit produkci filmů, aby se vyhnul bankrotu. V roce 1991 založil akciovou společnost Cinepont a.s., jejímž cílem bylo privatizovat filmové studio. Společnost prodala akcie čtyřiadvaceti náměstkům a oborovým ředitelům Barrandova a třem umělcům, mezi nimiž byl i Václav Marhoul. V červnu 1992 vláda schválila privatizační plán a firma Cinepont získala Barrandov za 514 milionů korun splatných do deseti let. Společnost hledala silného zahraničního investora, mezi jejími akcionáři však nastal názorový rozkol ohledně jejího řízení. Spory vyvrcholily v dubnu 1994, kdy valná hromada odvolala v nepřítomnosti Václava Marhoula z jejího vedení a nahradila jej Jindřichem Goetzem. Marhoul se v boji o kontrolu filmového studia – tehdy užívajícího jméno AB Barrandov – nehodlal vzdát a prostřednictvím producenta Jaroslava Boučka odkoupil od 18 akcionářů 74 % akcií, na což si vzal půjčku od finanční společnosti 1. SILAS v celkové hodnotě 137,5 milionu korun.
V listopadu 1994 se opět stal generálním ředitelem. Půjčku společnosti 1.SILAS částečně splatil zpětným prodejem 42 % akcií AB Barrandov, čím se 1.SILAS stala nejvýznamnějším akcionářem AB Barrandov. Marhoul po znovunabytí funkce dokončil decentralizaci, která přinesla značné úspory. Zájem zahraničních produkcí o natáčení v barrandovských ateliérech vzrostl a Barrandov si mohl dovolit i sponzorovat film Kolja Jana Svěráka. Marhoul se však pouštěl do uskutečňování svých nových rozsáhlých vizí. Koupil prodělečný týdeník Kinorevue a rozhlasovou stanici. Snil o vybudování vědeckého a učebního parku Orbis Pictus na pozemcích Barrandova. V roce 1996 se AB Barrandov dostala do nejhorší ekonomické situace od svého založení. Neplnila kalendář splátek Fondu národního majetku a potýkala se s dluhy. Zároveň vyšlo najevo, že společnost 1. SILAS použila část majetku AB Barrandov jako zástavu pro svůj úvěr. V květnu 1997 byl Václav Marhoul z pozice generálního ředitele odvolán.

## Umělecká činnost

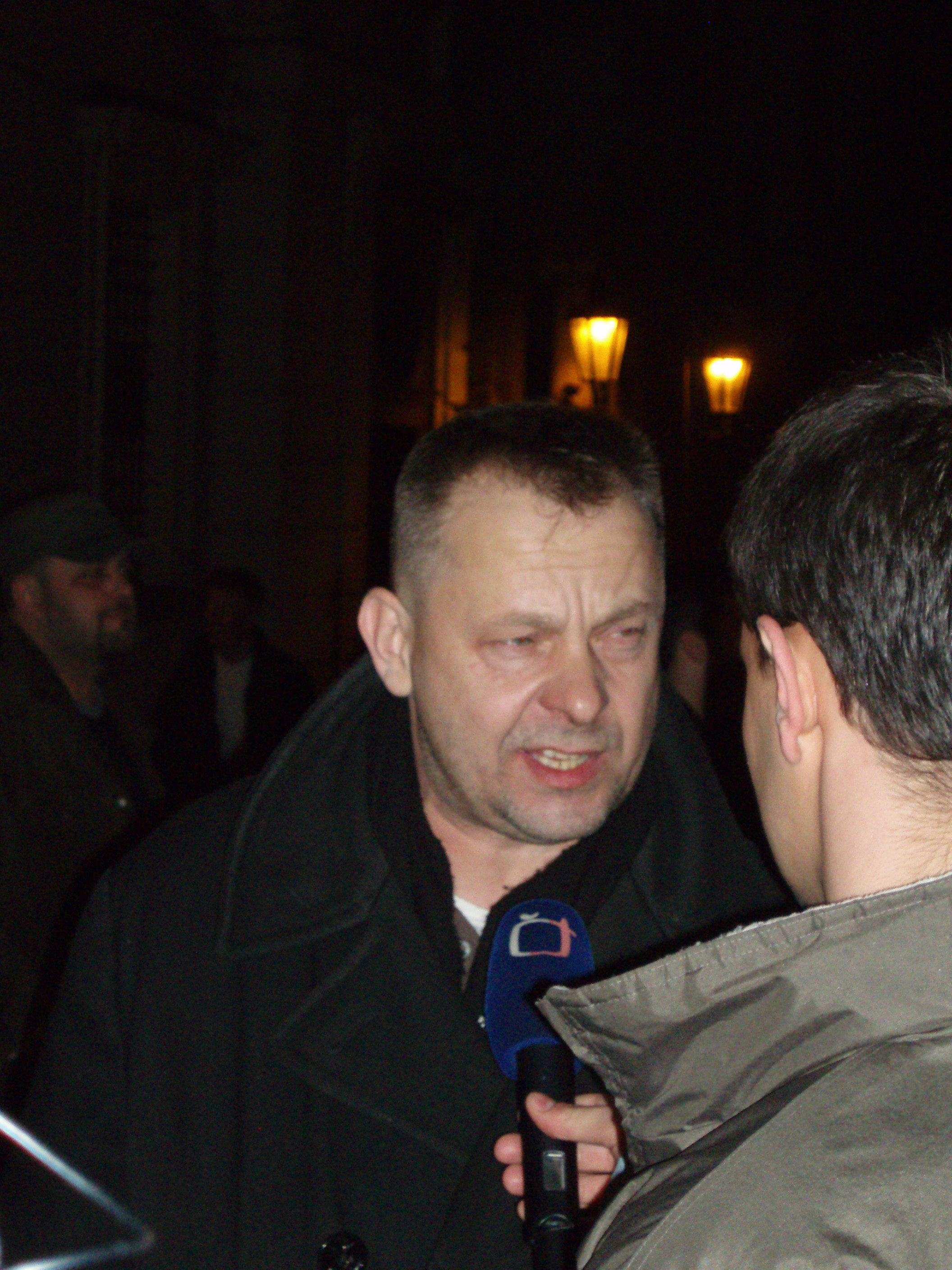
Václav Marhoul v roce 2007

Je znám coby aktivní organizátor kulturního dění, například z působení v umělecké skupině Tvrdohlaví, ze spoluúčasti na vojenských přehlídkách společnosti Bahna Strašice, přípravě oslav konce druhé světové války v Praze a v Plzni, jakož i kulturního programu v rámci pražského summitu států NATO.
Coby herec vystupoval nejprve v uměleckém sdružení Pražská pětka a v pořadech Divadla Sklep. Je také členem dozorčí rady České filmové a televizní akademie.
V květnu 2010 Marhoul oznámil, že získal práva na zfilmování románu Nabarvené ptáče amerického spisovatele polského původu Jerzyho Kosińského. V roce 2013 obdržel na filmovém festivalu v Cannes za jeho adaptaci zvláštní uznání poroty Ceny Krzysztofa Kieslowského pro nejlepší scénář. Film měl premiéru v září 2019. Jeho produkce vyšla na 174 mil. korun.
V roce 2020 byl knižně publikován režisérův pracovní deník pod názvem Deník tvrdohlavého režiséra, který si vedl při realizaci filmu Tobruk (2008), podle vlastních slov zejména pro své děti.

## Filmografie
| Rok  | Název filmu     | Typ  | Žánr                        | Role                 | Poznámky                                 |
| ---- | --------------- | ---- | --------------------------- | -------------------- | ---------------------------------------- |
| 2003 | Mazaný Filip    | Film | Krimi, Mysteriózní, Komedie | režisér a scenárista | filmová verze stejnojmenné divadelní hry |
| 2008 | Tobruk          | Film | Drama, Válečný, Historický  | režisér a scenárista |                                          |
| 2019 | Nabarvené ptáče | Film | Drama, Válečný              | režisér a scenárista |                                          |